# Granit Xhaka
Granit Xhaka (født 27. september 1992 i Basel, Schweiz) er en schweizisk fodboldspiller af kosovo-albansk herkomst, der spiller for Premier League-klubben Sunderland.
Xhaka har tidligere spillet for FC Basel og Mönchengladbach. Han fik debut for det schweiziske a-landshold, d. 4. juni 2011, på Wembley i en venskabskamp mod England. I maj 2016 skrev han sin drømmekontrakt med Premier League-klubben Arsenal. Først blev det offentliggjort at han skulle spille i nummer 16, men senere blev det lavet om til nummer 29, da det er hans fødselsår skrevet omvendt(1992).